# تائوس پوئبلو
تائوس پوئبلو (یا Pueblo de Taos) یک پوئبلو باستانیِ سرخ پوستان متعلق به یک قبیله بومی آمریکا با زبانِ تائوس (شمالی Tiwa) و از مردم پوئبلو است. این دهکده در حدود ۱۰۰۰ سال پیشینه دارد و در حدودِ ۱ مایلی (۱٫۶ کیلومتر) شمالِ شهرِ تائوسِ جدید در نیومکزیکو آمریکا است. مردمِ تائوس پوئبلو یکی از قدیمی‌ترین جوامعِ ساکنِ دائمی در ایالات متحده در نظر گرفته شده‌اند.
این مکان در سال ۱۹۹۲ تبدیل به یک میراث جهانی یونسکو شد. در سال ۲۰۰۶، حدود ۱۵۰ نفر در این مجموعه تاریخی به‌شکلِ تمام وقت زندگی می‌کنند. جامعهٔ تائوس به عنوان یکی از پوشیده، مخفی کار و محافظه کارترین پوئبلوها شناخته می‌شود.

## خوانش بیشتر
- Wenger, Tisa Joy (2009). We Have a Religion: The 1920s Pueblo Indian Dance Controversy and American Religious Freedom. University of North Carolina Press. ISBN 978-0-8078-3262-2.